# Alina Zaguítova
Alina Ilnázovna Zagitova (en tártaro: Алинә Илназ кызы Заһитова, en ruso: Алина Ильназовна Загитова escucharⓘ; Izhevsk, 18 de mayo de 2002) es una patinadora artística sobre hielo rusa retirada . Ganadora de la Final del Grand Prix Júnior de 2016-2017, medallista de oro del Campeonato Mundial Júnior de 2017 y medallista de plata del Campeonato nacional de Rusia 2017. Medallista de oro de la Final del Grand Prix de 2017-2018, ganadora del Campeonato de Rusia de 2018, medallista de oro del Campeonato Europeo de 2018. Campeona olímpica de los Juegos Olímpicos de Invierno Pieonchang 2018, y subcampeona por equipos de la misma entrega. Medallista de plata de la Final del Grand Prix de 2018-2019 y medalla de oro del campeonato mundial de patinaje artístico sobre hielo en Saitama 2019.

## Carrera

### Primeros pasos
Nació en 2002 en Izhevsk, Rusia. Su padre, Ilnaz Zagitov, es un entrenador de hockey sobre hielo y tiene una hermana menor llamada Sabina. Sus padres le pusieron el nombre en honor a la gimnasta rítmica Alina Kabaeva. Zagítova empezó a patinar en el año 2007, fue entrenada en Izhevsk por Natalia Antipina hasta el año 2015 y más adelante se trasladó a Moscú, donde es entrenada por Eteri Tutberidze y Serguéi Dudakov, coreografiada por Daniil Gleijengauz.

## Participaciones

### Nivel júnior

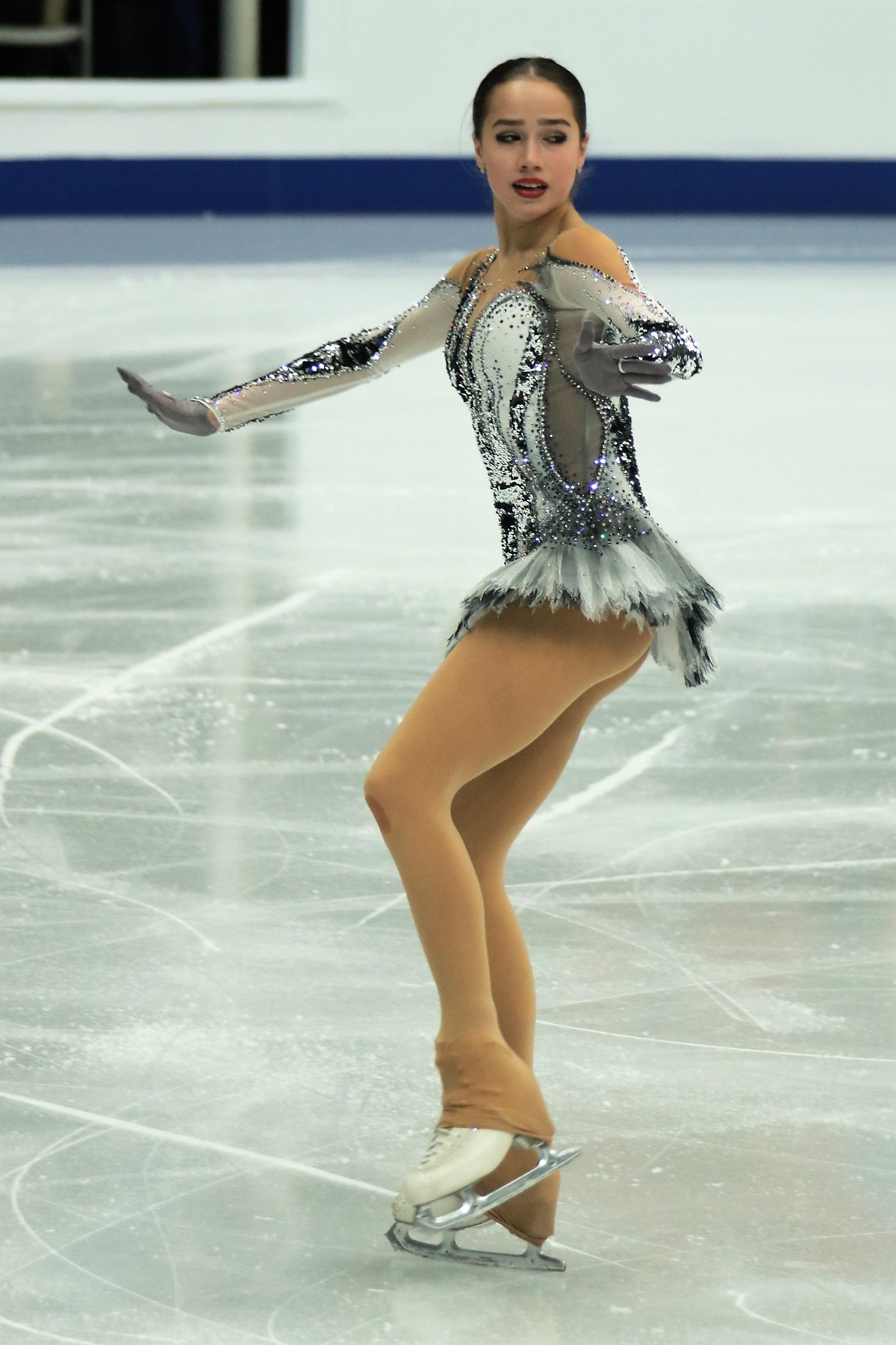
Zaguítova en Campeonato Europeo de 2018, vestuario del programa corto.

En el Campeonato nacional de Rusia de 2016, en la categoría júnior, obtuvo el noveno lugar. Su debut internacional fue en agosto de 2016 con su participación en el Grand Prix Júnior de Francia, donde obtuvo la medalla de oro con un total de 194.37 puntos. En el siguiente evento del Grand Prix Júnior en Eslovenia, Zaguítova ganó la medalla de bronce y logró calificar a la final del evento en Marsella, Francia.  En su final de Grand Prix la patinadora quedó en primer lugar en los programas corto y libre, además hizo un nuevo récord de puntos para la categoría júnior femenil. Con un total de 207.43 puntos ganó la medalla de oro. Fue así la primera patinadora en nivel júnior en sobrepasar la marca de los 200 puntos en una competición internacional.

### Nivel sénior
Compitiendo en nivel sénior en el Campeonato de Rusia de 2017, Zagítova obtuvo el tercer lugar en el programa corto y quedó en segundo lugar en su programa libre, obteniendo así la medalla de plata. En febrero de 2017 la patinadora obtiene la medalla de oro en el Festival Olímpico de Europa, celebrado en Turquía. Zagítova obtuvo el oro en la Copa de China de 2017 celebrada en noviembre del mismo año, obtuvo una calificación final de 213,88 con 69,44 puntos en su programa corto y 144.44 puntos en el programa libre. Ganó el oro en la prueba del Grand Prix, Internationaux de France 2017, con un total de 213.80 puntos.
Ganó la medalla de oro en la final del Grand Prix 2017-2018, celebrado en la ciudad japonesa de Nagoya en diciembre de 2017. Logró una calificación de 147,03 puntos en su programa libre y un total de 223,30, fue su primera medalla como sénior en una final de Grand Prix. Su compañera rusa Mariya Sótskova, quedó en segundo lugar.
En su participación en el Campeonato Mundial de Patinaje de 2018, se ubicó en segundo lugar en el programa corto y séptimo en el libre, finalizó en la quinta posición. Comenzó la temporada 2018-2019 con una medalla de oro en el Trofeo Nebelhorn de la Challenger Series de la ISU. Su programas corto y libre la ubicaron en el primer puesto y ganó con un total de 238.43 puntos. En la serie del Grand Prix, participó en el Grand Prix de Helsinki, donde se ubicó en el primer lugar en ambos programas y ganó la medalla de oro. En su segunda asignación del Grand Prix, la Copa Rostelecom 2018, logró ubicarse de nuevo en primer lugar en ambos programas y ganó la medalla de oro, clasificando a la Final del Grand Prix 2018-2019, donde se ubicó en el segundo lugar en los programas corto y libre, se llevó la medalla de plata. Es parte del equipo nacional ruso para competir en el Campeonato Europeo de 2019. Con el primer lugar en los programas corto y libre, se convierte por primera vez en ganadora del Campeonato Mundial de Patinaje de 2019, celebrado en Saitama, Japón.

### Estilo
Los programas de la patinadora dejan hasta la segunda parte los saltos, para obtener un 10% de bonificación en el grado de ejecución. Zagítova ha mencionado que eligió hacer los saltos en la segunda parte de los programas, que además de otorgarle mejor puntuación, tiene que hacerlos coincidir con la música y agregar otros componentes para hacerlos más visibles. La entrenadora ha comentado que Zagítova toma de ejemplo en muchos aspectos a su excompañera de entrenamiento Medvedeva Para la temporada 2018-2019 Zaguítova cambió su estilo dejando atrás los saltos en la segunda parte, con rutinas más equilibradas y mostrando su madurez artística.[cita requerida]

### Programas
| Temporada | Programa corto                                                                     | Programa libre | Exhibición                                     |
| --------- | ---------------------------------------------------------------------------------- | --- | ---------------------------------------------- |
| 2019-2020 | Me voy de Yasmin Levy coreografía de Daniil Gleikhengauz y Eteri Tutberidze        | The Feeling Begins de Peter Gabriel - Lawrence de Arabia de Maurice Jarre - Ramses de Khatir Hicham coreografía de Daniil Gleijengauz | Outro de M83 coreografía de Daniil Gleijengauz |

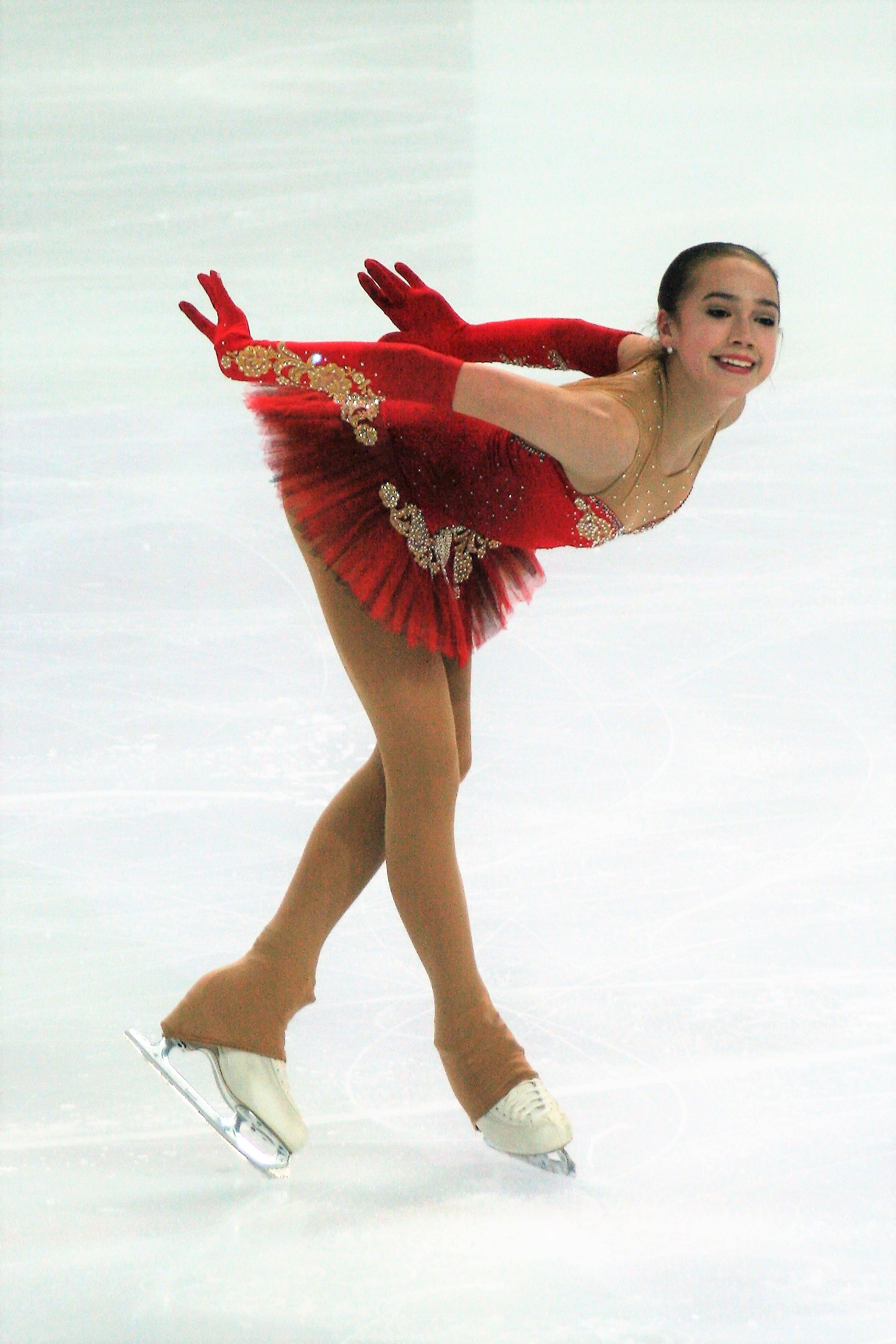
Zagítova en la Final del Grand Prix de 2016, interpretando su programa libre.

| 2018-2019 | El fantasma de la ópera de Andrew Lloyd Webber (coreografía de Daniil Gleijengauz) | Carmen de Georges Bizet (coreografía de Daniil Gleijengauz)                                                                           | Survivor (Tomb Raider) de 2WEI                 |
| 2017-2018 | Black Swan de Clint Mansell                                                        | Don Quixote de Ludwig Minkus | Afro Blue de Jazzmeia Horn                     |
| 2016-2017 | Samson and Delilah de Camille Saint-Saëns                                          | Don Quixote de Ludwig Minkus | The Pink Panther de Henry Mancini              |
| 2015-2016 | The Pink Panther de Henry Mancini                                                  | Unchained Melody de Dave Stewart y Glen Ballard                                                                                       |                                                |

### Resultados nivel sénior
| Temporada 2019-2020        |                                    |                |                |          |
| Fecha                      | Evento                             | Programa corto | Programa libre | Total    |
| 5–8 de diciembre de 2019   | Final del Grand Prix 2019-2020     | 2 79.60        | 6 125.63       | 6 205.23 |
| 22–24 de noviembre de 2019 | Trofeo HNK 2019                    | 4 66.84        | 3 151.15       | 3 217.99 |
| 1–3 de noviembre de 2019   | 2019 Internationaux de France 2019 | 2 74.24        | 3 141.82       | 2 216.06 |
| 5 de octubre de 2019       | Abierto de Japón 2019              | –              | 2 154.41       | 1T       |

- Marcas personales aparecen en negrita.

| 18–24 de marzo de 2019      | Campeonato Mundial de Patinaje Artístico sobre Hielo de 2019 | 1 82.08        | 1 155.42       | 1 237.50                                   |
| 21–27 de enero de 2019      | Campeonato Europeo de Patinaje Artístico sobre Hielo de 2019 | 1 75           | 4 123.34       | 2 198.34                                   |
| 19–23 de diciembre de 2018  | Campeonato de Rusia 2019                                     | 1 80.62        | 11 131.41      | 5 212.03                                   |
| 6–9 de diciembre de 2018    | Final del Grand Prix de 2018-2019                            | 2 77.93        | 2 148.60       | 2 226.53                                   |
| 16–18 de noviembre de 2018  | Copa Rostelecom 2018                                         | 1 80.78        | 1 142.17       | 1 222.95                                   |
| 2–4 de noviembre de 2018    | Grand Prix de Finlandia 2018                                 | 1 68.90        | 1 146.39       | 1 215.29                                   |
| 6 de octubre de 2018        | Abierto de Japón de 2018 (por equipos)                       | -              | 1 159.18       | 1.er lugar (individual) 2.º lugar (equipo) |
| 26-29 de septiembre de 2018 | CS Trofeo Nebelhorn de 2018                                  | 1 79.93        | 1 158.50       | 1 238.43                                   |
| Temporada 2017–2018         |                                                              |                |                |                                            |
| Fecha                       | Evento                                                       | Programa corto | Programa libre | Total                                      |
| 21–23 de febrero de 2018    | Pieonchang 2018                                              | 1 82.92        | 2 156.65       | 1 239.57                                   |
| 9–12 de febrero de 2018     | Pieonchang 2018 (Equipo)                                     | –              | 1 158.08       | 2                                          |
| 15–21 de enero de 2018      | Campeonato de Europa de 2018                                 | 1 80.27        | 1 157.97       | 1 238.24                                   |
| 21–24 de diciembre de 2017  | Campeonato de Rusia de 2018                                  | 1 78.15        | 1 155.44       | 1 233.59                                   |
| 7–10 de diciembre de 2017   | Final del Grand Prix de 2017–2018                            | 2 76.27        | 1 147.03       | 1 223.30                                   |
| 17–19 de noviembre de 2017  | Internacionales de Francia 2017                              | 5 62.46        | 1 151.34       | 1 213.80                                   |
| 3–5 de noviembre de 2017    | Copa de China 2017                                           | 4 69.44        | 1 144.44       | 1 213.88                                   |
| 7 de octubre de 2017        | Abierto de Japón de 2017                                     | –              | 3 145.28       | 3P/1T                                      |
| 14–17 de septiembre de 2017 | Trofeo CS Lombardia de 2017                                  | 3 71.29        | 1 147.17       | 1 218.46                                   |

### Resultados nivel júnior
- Marcas personales aparecen en negrita.

| Temporada 2016-2017         |                                          |        |                |                |          |
| Fecha                       | Evento                                   | Nivel  | Programa corto | Programa libre | Total    |
| 15–19 de marzo de 2017      | Campeonato del mundo júnior 2017         | Júnior | 1 70.58        | 1 138.02       | 1 208.60 |
| 13–15 de febrero de 2017    | Festival olímpico europeo júnior de 2017 | Júnior | 1 58.30        | 1 128.76       | 1 187.06 |
| 1–5 de febrero de 2017      | Campeonato de Rusia de 2017              | Júnior | 1 74.46        | 1 142.36       | 1 216.82 |
| 20–26 de diciembre de 2016  | Campeonato de Rusia de 2016              | Júnior | 3 74.26        | 2 146.95       | 2 221.21 |
| 8–11 de diciembre de 2016   | Final del Grand Prix Júnior 2016–2017    | Júnior | 1 70.92        | 1 136.51       | 1 207.43 |
| 22–24 de septiembre de 2016 | Grand Prix Júnior de Eslovenia 2016–2017 | Júnior | 1 68.09        | 4 109.29       | 3 177.38 |
| 24–27 de agosto de 2016     | Grand Prix Júnior de Francia 2016–2017   | Júnior | 1 68.07        | 1 126.30       | 1 194.37 |
| Temporada 2015-2016         |                                          |        |                |                |          |
| Fecha                       | Evento                                   | Nivel  | Programa corto | Programa libre | Total    |
| 19–23 de enero de 2016      | Campeonato de Rusia de 2016              | Júnior | 12 52.85       | 8 108.08       | 9 160.93 |